# Красне (Семенівський район)
Красне — колишнє село в Україні, у Семенівському районі Полтавської області, Устимівська сільська рада.
За часів Російської імперії на місці майбутнього села існувала вівчарня, неподалік був колодязь. Вони позначені на 3-версній карті 2 половини 19 століття. Село виникло, ймовірно, у 1920-1930-і роки.
На карті 1991 р. (стан місцевості на 1987 р.) село вже не існувало, на його місці позначене урочище Красне. Проте офіційно село було виключене з облікових даних рішенням Полтавської обласної ради від 15 серпня 2003 року.